# Bolton (Vermont)
Bolton – miasto w Stanach Zjednoczonych, w stanie Connecticut, w hrabstwie Chittenden.